# بال أر (مترو باريس)
بال أر (بالفرنسية: Bel-Air)‏ هي محطة مترو تابعة لمترو باريس تقع في فرنسا في الدائرة الثانية عشرة في باريس.[بحاجة لمصدر]